# 1695년
1695년은 토요일로 시작하는 평년이다.

## 연호
- 청(淸) 강희(康熙) 34년
- 일본(日本) 겐로쿠(元禄) 8년
- 후 레 왕조(後黎朝) 찐호아(正和) 16년

## 기년
- 류큐(琉球) 쇼테이왕(尚貞王) 27년
- 청(淸) 성조 강희제(聖祖 康熙帝) 34년
- 조선(朝鮮) 숙종(肅宗) 21년
- 후 레 왕조(後黎朝) 희종(熙宗) 20년

## 사건
- 일본 교토의 야마토야에서 징비록이 재간행됐다.

## 사망
- 동국18현 반남박씨 박세채
- 1월 4일 - 프랑스 원수 뤽상부르 공작 프랑수아 앙리 드 몽모랑시
- 4월 13일 - 프랑스 작가 장 드 라퐁텐
- 7월 8일 - 네덜란드 수학자 크리스티안 하위헌스